# 郭正利
郭正利（1957年11月28日—2016年11月10日），生於台灣嘉義縣朴子鎮（今 朴子市），台灣企業家，曾經營以台灣赴日旅遊著名的天喜旅行社，2014年6月19日因為財務周轉不靈，遭到交通部觀光局撤照處分，2016年初企圖以麻油雞生意東山再起，也與友人在台南重新打著「添喜」招牌經營日本旅遊團，不料2016年11月10日於高雄長庚醫院因肺炎逝世，享年59歲。

## 出生
郭正利出生於嘉義縣朴子鎮世家，郭家是在地的大地主，其父因為誤信友人作保，房舍土地財產幾近破產，後來舉家前往高雄投靠舅父重新紮根，服完兵役之後前往日本東京就讀日本東京室內設計專門學校，對於室內裝潢和旅遊興趣極高，畢業後回台先後在台北喜來登飯店擔任房務、桃園縣天天旅行社擔任業務，日漸熟稔日本旅遊的脈絡之後，便投身創業之路。

## 天喜旅行社
1990年郭正利於台北市開封街創立天喜旅行社，以精緻及高品質旅遊受歡迎，除了天喜專營日本旅遊以外，郭正利亦創立「喜達旅行社」，以服務日本線以外的客戶需求，天喜在旅遊業界以品質及敢衝出名，特別是專門開拓台灣科技業的獎勵旅遊著墨極深，尤其在2004年日本愛知博覽會時創下52億元的營業額。
其間曾經有過多項旅遊業中的創舉。首次將日本線旅遊的七天旅程，縮短為五天，並成為現今之主流。首次由台灣旅行社獨家包機，飛航日本各地機場。首家在日本擁有自家標誌之專用巴士。對日送客人數屢屢創下新高。對台人赴日旅遊之操作模式及經濟面上貢獻相當龐大。
2007年與日本石川縣加賀溫泉的山代溫泉鄉湯之國天祥旅館首富千金新滝祥子結婚，席開150桌。但是郭正利因為投資房地產失利，2009年多次跳票，中間亦曾經向燦坤3C的關係企業燦星旅遊求援，不料公司財務窘迫，接連跳票和無法交付保證金，於同年6月19日被撤照處分，天喜旅行社停業走入歷史，其妻也在此時登記離婚。

## 爭議事件
- 2003年SARS事件：因為嚴重急性呼吸道症候群(SARS)事件，日本將台灣宣布為疫區，因此天喜團員無法入住飯店[7]，郭正利要求導遊以個人名義代為刷卡，讓團體得以入住飯店。

- 2011年郭正利疑似捲入與前高雄市消防局副局長方和金涉毒案，雖然雙方都否認吸毒，但仍然讓外界紛紛揣測。儘管事後該事件沒有下文，也無從得知是否真有吸毒，但卻接連影響日後的房產貸款和事業發展，導致周轉不靈、財務危機日益擴大；2014年天喜也因此無力支撐而宣布破產。[8]

## 引用來源
1. ↑  .   [2016-11-11]. （原始内容存档于2016-11-12）.
2. ↑  .   [2016-11-11]. （原始内容存档于2016-11-12）.
3. ↑  .   [2016-11-11]. （原始内容存档于2016-11-13）.
4. ↑  .   [2016-11-12]. （原始内容存档于2016-11-13）.
5. ↑  .   [2016-11-11]. （原始内容存档于2016-11-13）.
6. ↑  .   [2016-11-11]. （原始内容存档于2016-11-11）.
7. ↑  .   [2016-11-11]. （原始内容存档于2016-11-13）.
8. ↑  性向疑雲加涉毒 的存檔，存档日期2016-12-20.